# Nihonogomphus
Genre

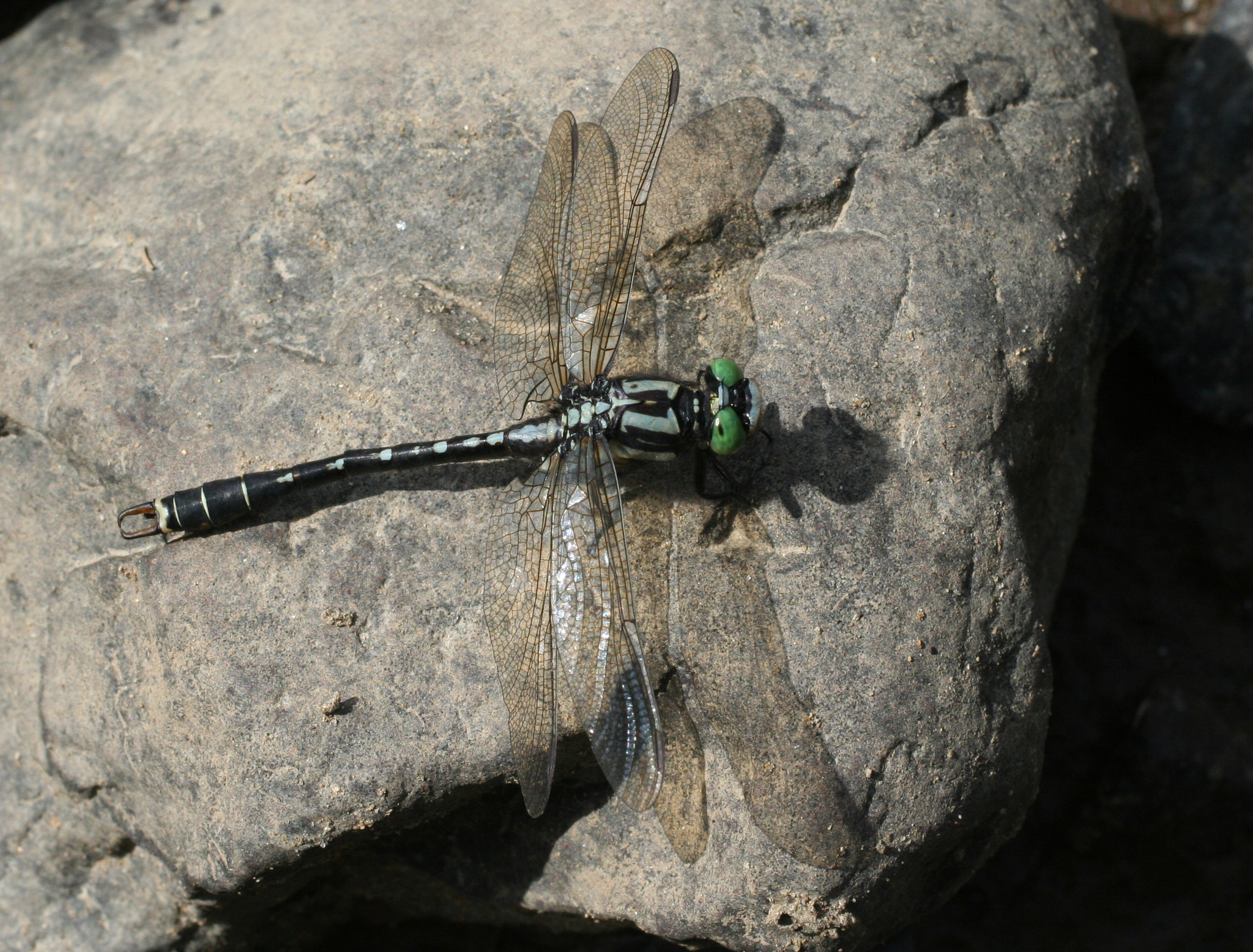
Nihonogomphus

Nihonogomphus est un genre de libellules de la famille des Gomphidae (sous-ordre des Anisoptères, ordre des Odonates).

## Systématique
Le genre Nihonogomphus a été créé en 1926 par l'entomologiste japonais Kan Oguma (d) (1885-1971) avec pour espèce type Nihonogomphus viridis et en le rangeant initialement dans la famille des Aeshnidae.

## Liste des espèces
Ce genre comprend 19 espèces :
- Nihonogomphus bequaerti Chao, 1954
- Nihonogomphus brevipennis (Needham, 1930)
- Nihonogomphus chaoi Zhou & Wu, 1992
- Nihonogomphus cultratus Chao & Wang in Chao, 1990
- Nihonogomphus gilvus Chao, 1954
- Nihonogomphus huangshaensis Chao, 1999
- Nihonogomphus lieftincki Chao, 1954
- Nihonogomphus luteolatus Chao & Liu, 1990
- Nihonogomphus minor Doi, 1943
- Nihonogomphus montanus Zhou & Wu, 1992
- Nihonogomphus pulcherrimus (Fraser, 1927)
- Nihonogomphus ruptus (Selys & Hagen, 1858)
- Nihonogomphus schorri Do & Karube, 2011
- Nihonogomphus semanticus Chao, 1954
- Nihonogomphus shaowuensis Chao, 1954
- Nihonogomphus silvanus Zhou & Wu, 1992
- Nihonogomphus simillimus Chao, 1982
- Nihonogomphus thomassoni (Kirby, 1900)
- Nihonogomphus viridis Oguma, 1926 - espèce type

## Étymologie
Le nom générique, Nihonogomphus, reprend le terme Nihono qui est l'appellation japonaise du Japon auquel est ajouté gomphus, terme fréquemment employé pour les genres de libellules.

## Publication originale
- (en) K. Oguma, « The Japanese Æschnidæ », Insecta Matsumurana, 北大, vol. 1, no 2,‎ octobre 1926, p. 78-100 (ISSN 0020-1804 et 0020-1804, OCLC 1753180, lire en ligne).